# 紅堡站
紅堡站（法語：Château Rouge）是巴黎地鐵的一個車站，位於巴黎18區，是巴黎地鐵4號線的一個車站。紅堡站開業於1908年4月21日。紅堡站的名稱來自於附近的一座修建於1760年，拆除於1875年的一座由紅磚修建的建築。

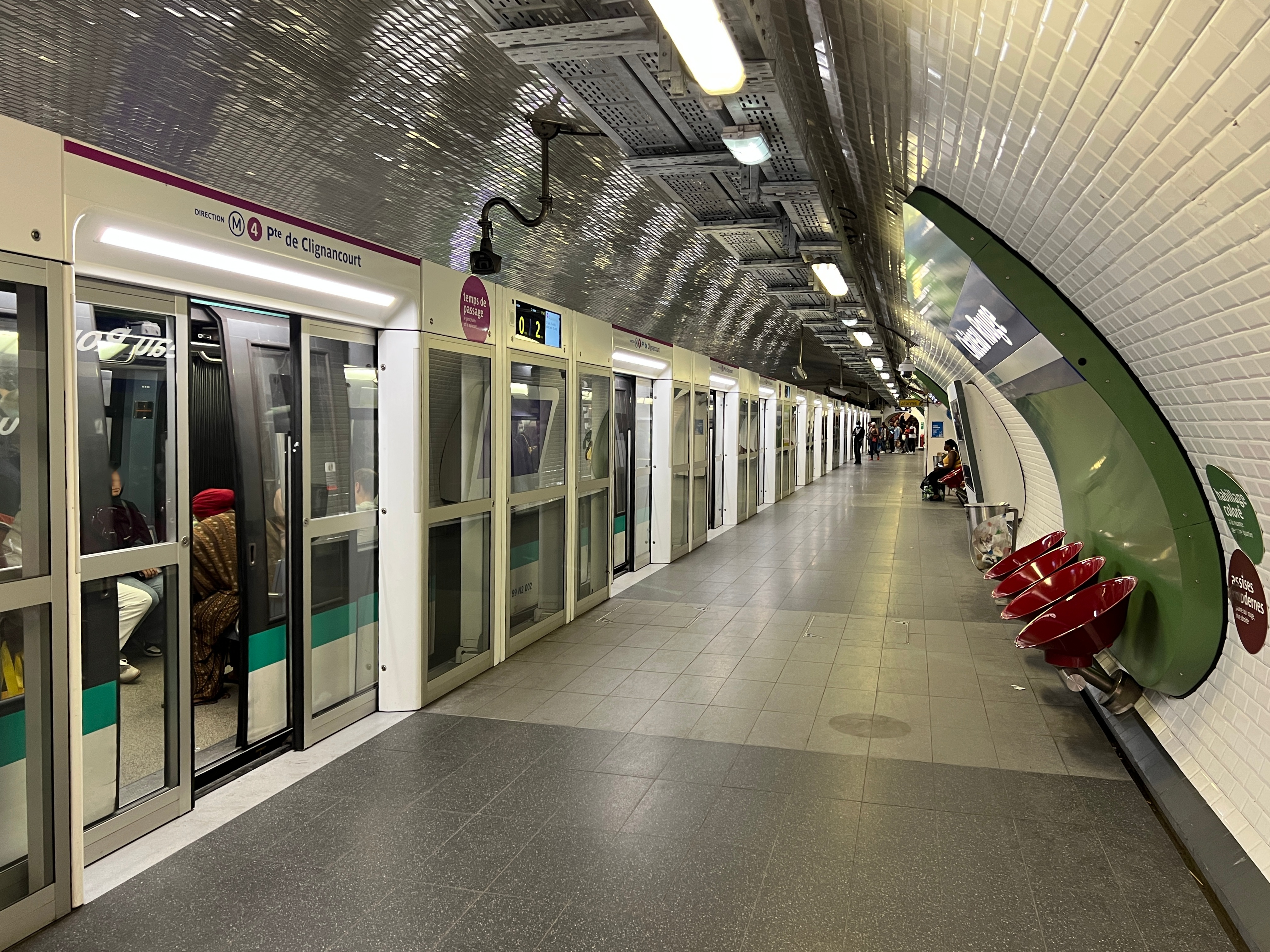
月台 (2022年7月)

## 車站結構
| 街道      |                    |                                       |
| B1        | 月台連接夾層       |                                       |
| 4號線月台 | 側式月台，右側開門 | 側式月台，右側開門                    |
| 4號線月台 | 北行               | 往克里尼昂古門（馬嘉德-魚店）         |
| 4號線月台 | 南行               | 往巴涅-露西·奧布拉克（巴貝斯-洛舒雅） |
| 4號線月台 | 側式月台，右側開門 |                                       |